# Nguyễn Văn Bé (Tư Đen)
Nguyễn Văn Bé, mật danh Tư Đen, là một chiến sĩ quân báo của Mặt trận Dân tộc Giải phóng miền Nam Việt Nam, chuyên phụ trách làm giấy tờ giả trong vùng kiểm soát của Việt Nam Cộng hòa trước năm 1975. Từ năm 1969 – 1971, Tư Đen hoạt động tại nội thành Sài Gòn, trong đó làm giấy tờ tùy thân giả là nghiệp vụ chuyên biệt của cơ quan quân báo nhằm đưa cán bộ xâm nhập hợp pháp vùng do phía Việt Nam Cộng hòa kiểm soát. Sau chiến tranh, Nguyễn Văn Bé công tác nhiều vị trí, từng là Phó Tổng giám đốc thứ nhất Công ty Liên doanh Xây dựng và Kinh doanh Khu chế xuất Tân Thuận